# Muchen Sempa Chenpo Könchog Gyeltshen
| Tibetische Bezeichnung                                  |
| ------------------------------------------------------- |
| Tibetische Schrift: མུས་ཆེན་དཀོན་མཆོག་རྒྱལ་མཚན་               |
| Wylie-Transliteration: Mus chen dKon mchog rGyal mtshan |
| Chinesische Bezeichnung                                 |
| Vereinfacht: 沫钦·衮乔坚赞                              |

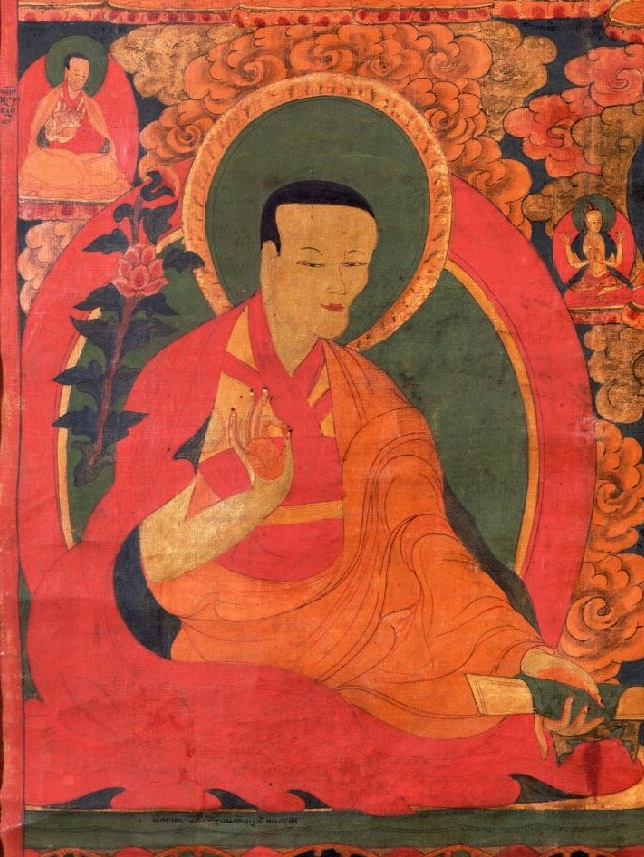
Muchen Sempa Chenpo Könchog Gyeltshen

Muchen Könchog Gyeltshen (tib. Mus chen dKon mchog rgyal mtshan; geb. 1388; gest. 1469) war der 2. Thronhalter des Ngor-Klosters. Zusammen mit seinem Lehrer Shönnu Gyelchog (gzhon nu rgyal mchog) stellte er das blo sbyong brgya rtsa ma zusammen, ein Werk zum Geistestraining (blo sbyong). Er wird unter den vorherigen Inkarnationen von Jamyang Khyentse Chökyi Lodrö ( 'jam dbyangs mkhyen brtse chos kyi blo gros) aufgeführt.
Ngorchen Könchog Lhündrub (ngor chen dkon mchog lhun grub ; 1497–1557), der 10. Abt des Ngor-Klosters, war einer seiner Schüler.